# Гришкевич Богдан Євгенович
Богдан Євгенович Гришкевич — старший сержант Збройних сил України, учасник російсько-української війни.

## Життєпис
Народився 6 липня 1993 у Броварах Київської області. У дитинстві переїхав із батьками у Чернігівську область, пішов до школи у Ніжині. Потім родина оселилася у Чернігові. Мріяв стати військовим хірургом і здобув фах фельдшера у Ніжинському медичному коледжі .
Брав участь в АТО, зокрема, у Широкинській операції 2015 року. Під час служби рятував побратимів і був неодноразово нагороджений командуванням.
У 2018 році спробував повернутися до мирного життя, навіть звільнився зі служби.
У 2020 році він знову повернувся в «Азов».
Під час повномасштабного вторгнення брав участь в обороні Маріуполя - був санітаром відділення збору та евакуації поранених медичного пункту. Під час боїв пережив втрату двох найближчих побратимів — «Скара» і «Дейжа».
25 березня 2022 р. отримав державну нагороду «За мужність» ІІІ ступеня. 
17 травня 2022 року потрапив в полон.
13 листопада 2022 кремований в Києві 

## Нагороди та відзнаки
Нагороджений орденом «За мужність» ІІІ і ІІ ступенів.
16 грудня 2022 року на будівлі Ніжинського медичного коледжу, де навчався Богдан, на його честь відкрили меморіальну дошку .